# Gebirgs-Steppenfrostspanner
Der Gebirgs-Steppenfrostspanner (Lignyoptera thaumastaria) ist ein Schmetterling aus der Familie der Spanner (Geometridae). Er galt seit 1937 als verschollen und wurde im Jahr 2023 wiederentdeckt. Die Art wurde von Hans Rebel im Jahr 1901 als Lignyoptera thaumastaria erstbeschrieben. Der wissenschaftliche Artname thaumastaria kommt aus dem Altgriechischen θαυμαστός (thaumastos) für bewundert, wunderbar. 

## Merkmale

### Raupe
Die frischgeschlüpfte Raupe ist wachsgelb, 5 mm lang, und verfärbt sich nach Futterannahme alsbald graugrün.

### Falter
Zwischen den Geschlechtern besteht ein ausgeprägter Sexualdimorphismus. Die Weibchen sind wegen verkümmerter Flügel flugunfähig, die Männchen haben eine Flügelspannweite von 36 mm und werden (im Gegensatz zu vielen anderen Nachtfaltern) von künstlichen Lichtquellen nicht angelockt. Die Flügel des Männchens sind gelb gefärbt mit braunen Flecken.

## Geographische Verbreitung und Vorkommen
Lignyoptera thaumastaria kommt als Endemit nur in einigen Gebieten in Bosnien-Herzegowina und Montenegro vor, galt jahrzehntelang als verschollen und wurde im Jahr 2023 im Vlašić-Bergmassiv bei Travnik wiederentdeckt. Die nachtaktive Schmetterlingsart wurde zuvor im heutigen Bosnien und Herzegowina dreimal in der ersten Hälfte des 20. Jahrhunderts gesichtet, zuletzt 1937. In Montenegro war sie vor rund 40 Jahren einmal nachgewiesen worden.

## Lebensweise
Die zu den Frostspannern zählende Art ist nur aus einigen Gebieten in Bosnien-Herzegowina und Montenegro bekannt. Sie lebt oberhalb der Baumgrenze. Die Art überwintert im Eistadium.